# Рощина Тетяна Олександрівна
Тетя́на Олекса́ндрівна Ро́щина (нар. 25 квітня 1958, Київ) — українська піаністка і педагог, професор, завідувач кафедри спеціального фортепіано Національної музичної академії України імені П. І. Чайковського. Заслужений діяч мистецтв України (2014).

## Життєпис
Народилася в родині піаністів і музичних педагогів Ази Рощиної і Олександра Александрова.
Музичну освіту здобула у Київському музичному училищі ім. Глієра (клас Л. Б. Шур), Київській консерваторії (класи Т. П. Кравченко, А. К. Рощиної).
Закінчила аспірантуру Російської академії музики ім. Гнесіних у Москві (клас О. О. Александрова).
З 1986 року — викладач Київської консерваторії ім. П. І. Чайковського.
Виступала з концертами в Україні, Росії, Німеччині, Греції, Південній Кореї. Репертуар піаністки включає твори від епохи Бароко до сучасної української музики.
Здійснила записи у фонді Українського радіо. Виступає на радіо та телебаченні.
Бере участь у численних наукових конференціях, є членом редколегій престижних академічних збірників України, опублікувала понад 20 наукових статей, присвячених таким корифеям київської піаністики, як В. Пухальський, В. Горовиць, К. Михайлов, Л. Шур, В. Нільсен, О. Александров, Г. Курковський.
Член журі національних та міжнародних конкурсів, зокрема Міжнародного конкурсу молодих піаністів пам'яті Володимира Горовиця в Києві, а також конкурсів в Австрії, Білорусі, Італії, Іспанії, Росії, Фінляндії, Чехії.
Голова журі Всеукраїнського відкритого конкурсу юних піаністів «Чернігів скликає таланти».
Серед її вихованців: О. Ларіна, А. Романова, А. Ляхович, Є. Дашак, Й. Стоматович, О. Чугай, О. Івченко, О. Поляков, Д. Шрамко, А. Гришанін, О. Самойлов, Є. Плужко, Б. Кривопуст та ін.

## Родина
Чоловік — Євген Пухлянко — український композитор, піаніст, виконавець, заслужений діяч мистецтв України.
Донька — Марія Пухлянко — піаністка, лауреат міжнародних конкурсів.